# Тунгокоченский район
Тунгоко́ченский район — административно-территориальная единица (район) в Забайкальском крае России. В рамках организации местного самоуправления ему соответствует муниципальное образование Тунгокоченский муниципальный округ (в 2006—2022 гг. — муниципальный район).
Административный центр — село Верх-Усугли.

## География
Район расположен в северной части Забайкальского края и приравнен к районам Крайнего Севера. Площадь территории — 50,4 тыс. км². Граничит на севере с Каларским районом, на востоке с Тунгиро-Олёкминским, Могочинским, Чернышевским и Нерчинским районами, на юге с Шилкинским, Карымским и Читинским районами, на западе (большей частью по реке Витим) с Бурятией.
98 процентов территории района занимает тайга. По территории района проходит хребет Черского, являющийся водоразделом — в северной его части все реки относятся к бассейну Северного Ледовитого океана, в южной — Тихого океана.

## История
Первые упоминания о заселении территории относятся к концу XIX — началу XX века. Это редкие поселения эвенков в таёжных местах и одинокие юрты бурят в южной части района. Первые крупные поселения образовались по берегам реки Витима: села Юмурчен, Усть-Каренга, Калакан, на юге — Кыкер, Усугли, Ульдурга, поселок Вершино-Дарасунский, Нижний Стан и т. д. С 1931 по 1938 год территория района входила в состав Витимо-Олёкминского национального округа. Датой образования Тунгокоченского района следует считать 21 сентября 1938 года.

## Население
| 2002    | 2007    | 2009    | 2010    | 2011    | 2012    | 2013    | 2014    | 2015    |
| ------- | ------- | ------- | ------- | ------- | ------- | ------- | ------- | ------- |
| 14 207  | ↘13 990 | ↘13 921 | ↘12 685 | ↘12 635 | ↘12 354 | ↘12 283 | ↘12 144 | ↘12 062 |
| 2016    | 2017    | 2018    | 2019    | 2020    | 2021    |         |         |         |
| ↘11 876 | ↘11 760 | ↘11 676 | ↘11 445 | ↘11 228 | ↘10 009 |         |         |         |

### Урбанизация
Городское население (пгт Вершино-Дарасунский) составляет 49,77 % от всего населения района.

## Муниципальное устройство
В рамках организации местного самоуправления на территории района функционирует муниципальное образование Тунгокоченский муниципальный округ (в 2006—2022 гг. — муниципальный район).
В существовавший с 2006 до 2022 года муниципальный район входили 7 муниципальных образований, в том числе 1 городское поселение и 6 сельских поселений, а также 1 межселенная территория без какого-либо статуса муниципального образования.
| №        | Название               | Административный центр  | Количество населённых пунктов | Население (чел.) | Площадь (км²) |
| -------- | ---------------------- | ----------------------- | ----------------------------- | ---------------- | ------------- |
| 1e-06    | Городское поселение    |                         |                               |                  |               |
| 1        | Вершино-Дарасунское    | пгт Вершино-Дарасунский | 2                             | ↘4987            | 33,89         |
| 1.000002 | Сельские поселения     |                         |                               |                  |               |
| 2        | Верх-Усуглинское       | село Верх-Усугли        | 1                             | ↘2139            | 40,79         |
| 3        | Кыкерское              | село Кыкер              | 2                             | ↘537             | 63,54         |
| 4        | Нижнестанское          | село Нижний Стан        | 5                             | ↘670             | 32,03         |
| 5        | Тунгокоченское         | село Тунгокочен         | 1                             | ↘678             | 14,42         |
| 6        | Усть-Каренгинское      | село Усть-Каренга       | 1                             | ↘143             | 3,90          |
| 7        | Усуглинское            | село Усугли             | 2                             | ↘714             | 34,79         |
| 7.000003 | Межселенная территория |                         |                               |                  |               |
| 7.000004 | межселенная территория |                         | 3                             | ↘141             |               |

В 2022 году муниципальный район и все входившие в его состав городское и сельские поселения, а также межселенная территория были упразднены и объединены в муниципальный округ.

## Населённые пункты
В Тунгокоченском районе 17 населённых пунктов.
| №  | Населённый пункт    | Тип     | Население    | Бывшее униципальное образование/ межселенная территория |
| -- | ------------------- | ------- | ------------ | ------------------------------------------------------- |
| 1  | Акима               | село    | ↘221 (2021)  | Кыкерское                                               |
| 2  | Бутиха              | село    | ↘73 (2021)   | Нижнестанское                                           |
| 3  | Верх-Усугли         | село    | ↘2139 (2021) | Верх-Усуглинское                                        |
| 4  | Вершино-Дарасунский | пгт     | ↘4981 (2021) | Вершино-Дарасунское                                     |
| 5  | Зелёное Озеро       | село    | ↘39 (2021)   | межселенная территория                                  |
| 6  | Красный Яр          | село    | ↘54 (2021)   | межселенная территория                                  |
| 7  | Кыкер               | село    | ↘362 (2021)  | Кыкерское                                               |
| 8  | Нижний Стан         | село    | ↘590 (2021)  | Нижнестанское                                           |
| 9  | Светлый             | посёлок | →6 (2021)    | Вершино-Дарасунское                                     |
| 10 | Сухайтуй            | село    | ↘21 (2021)   | Нижнестанское                                           |
| 11 | Тунгокочен          | село    | ↘678 (2021)  | Тунгокоченское                                          |
| 12 | Ульдурга            | село    | ↘177 (2021)  | Усуглинское                                             |
| 13 | Усть-Каренга        | село    | ↘143 (2021)  | Усть-Каренгинское                                       |
| 14 | Усугли              | село    | ↘681 (2021)  | Усуглинское                                             |
| 15 | Халтуй              | село    | ↘137 (2021)  | Нижнестанское                                           |
| 16 | Цагакшино           | село    | ↘11 (2021)   | Нижнестанское                                           |
| 17 | Юмурчен             | село    | ↘98 (2021)   | межселенная территория                                  |

### Упразднённые населённые пункты
19 января 2005 года были упразднены село Егоркино и село Торга.

## Экономика
Золотодобывающая, уранодобывающая промышленность. Месторождение золота в пади Узур-Малахай (в переводе с бурятского языка «золотая шапка») было открыто в 1865 году, которое в 1866 объявлено прииском «кабинета его величества», впоследствии пожалованное золото промышленнику М. Д. Бутину. Сегодня здесь построена золотоизвлекательная фабрика, которая предположительно будет перерабатывать 450 тонн руды и давать до 4,5 тонн золота в год.

## Археология
По ряду археологических памятников в устье реки Юмурчен названа усть-юмурченская культура эпохи неолита, в устье реки Каренга — усть-каренгская культура с древнейшей керамической посудой.